# Rudnea, Ripkî
Rudnea (în ucraineană Рудня) este un sat în comuna Nedanciîci din raionul Ripkî, regiunea Cernihiv, Ucraina.

## Demografie
Componența lingvistică a localității Rudnea
     Ucraineană (96%)
     Rusă (4%)
Conform recensământului din 2001, majoritatea populației localității Proletarska Rudnea era vorbitoare de ucraineană (96%), existând în minoritate și vorbitori de rusă (4%).